# 埃莱河
47°52′15″N 3°32′43″W / 47.87083°N 3.54528°W
埃莱河（法語：Ellé，法語發音：[ɛle]）是法國的河流，位於該國西部，河道全長59公里，發源自罗斯特勒南，最終注入大西洋，河畔城鎮有勒法韦特和坎佩莱。